# 부안스마일교통
부안스마일교통(扶安―交通)은 전북특별자치도 부안군의 농어촌버스 회사이며, 본사는 전북특별자치도 부안군 부안읍 문정로 19 (봉덕리)에 있다.

## 운행 노선
부안여객과 함께 1달 간격으로 순환하면서 배차에 참여하고 있다.

## 주요 보유 차종
E-에어로타운, 그린시티, NEW BS090, 일렉시티로 운행한다.